# Allée couverte de Dampont
L'allée couverte de Dampont était située sur le territoire de la commune de Us dans le département du Val-d'Oise. Elle a été déplacée au musée Tavet-Delacour à Pontoise.

## Historique
L'allée couverte fut découverte en avril 1885 par un archéologue, M. Armand, au lieu-dit Le Tumulus près d'un bois dénommé La Remise du Vieux Cimetière. Ces noms de lieux-dits indiquent explicitement que la tombe était connue de longue date. Alerté par l'instituteur de la commune, Tavet se rendit sur place puis participa à la commission de fouille nommée par la société historique et archéologique de Pontoise et du Vexin. Le mobilier archéologique retrouvé et quelques os longs furent conservés par le propriétaire du site, le comte Raoul de Kersaint, au Château de Dampont puis donné au musée de Pontoise. Tavet fit démonter l'allée et la fit reconstruire de manière approximative dans le jardin du musée Tavet-Delacour à Pontoise en 1896.

## Description
À l'origine, l'allée couverte fut édifiée à une altitude de 84 m presque au sommet d'un coteau. Elle était orientée nord-nord-est/sud-sud-est, l'entrée ouvrant au nord-nord-ouest. Elle était enterrée. Elle se compose d'une chambre et d'une antichambre séparée par une dalle d'entrée. Selon Adrien de Mortillet, l'ensemble mesurait environ 6,85 m de long pour une largeur comprise entre 1,68 m à l'entrée et 1,68 m au chevet sur 2 m de hauteur.
La chambre est délimitée par cinq orthostates côté gauche, six côté droit et une dalle de chevet. Les dalles de la chambre sont en grès bartoniens, celles de l'antichambre, la dalle d'entrée et les dallettes comblant les interstices sont en calcaire. L'antichambre était délimitée par deux orthostates du côté gauche et un seul côté droit. De forme trapézoïdale, elle mesurait 1,70 m de longueur pour une largeur comprise entre 1,48 m et 1,65 m (côté entrée). Le sol de l'antichambre était situé 0,20 m plus haut que celui de la chambre.

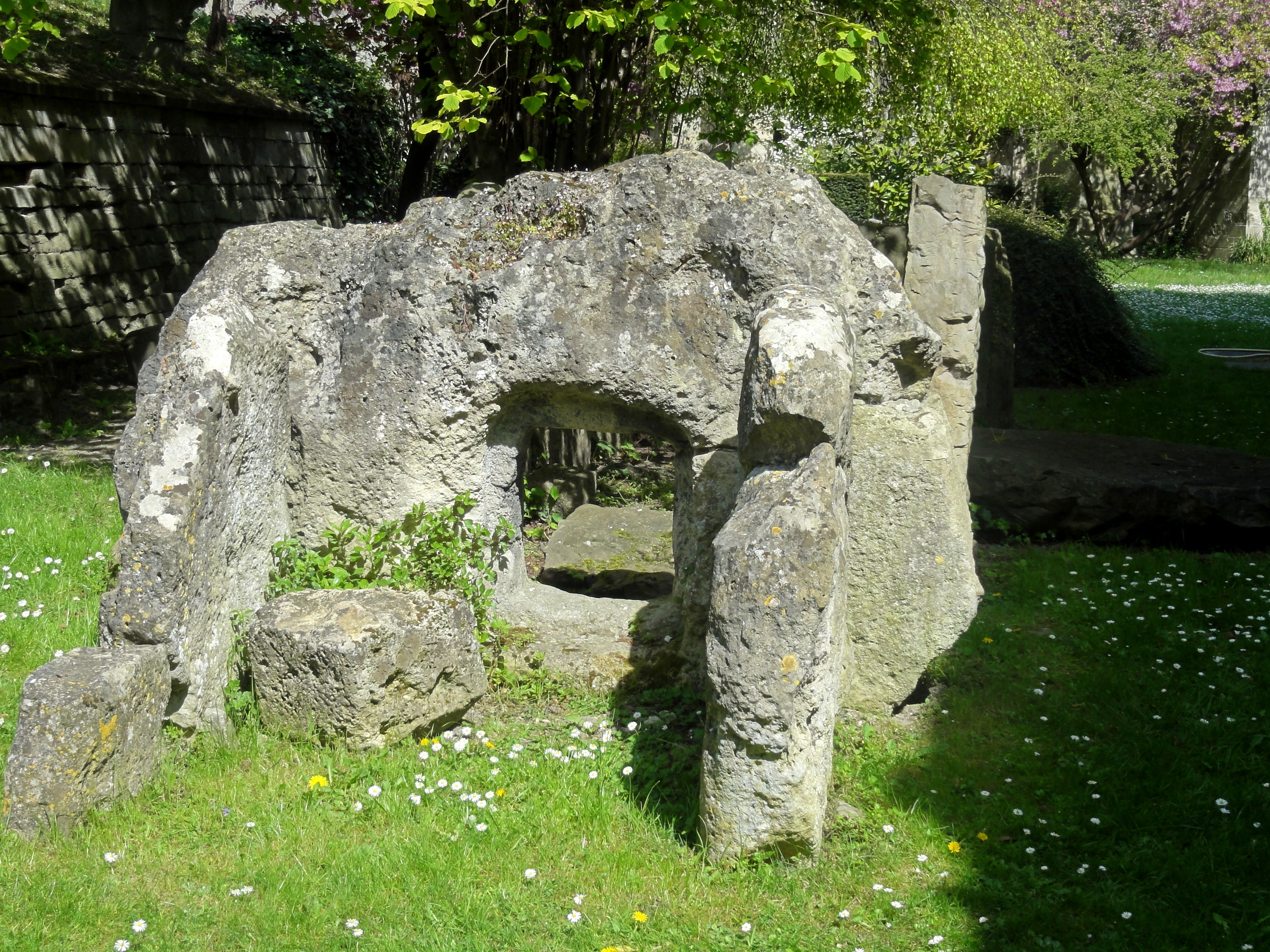
Dalle d'entrée

La dalle d'entrée mesure 2 m de large sur 1,60 m de hauteur. Les deux côtés de cette dalle ont été régularisés. L'ouverture est large de 0,46 m sur environ 0,50 m de hauteur. Elle comporte une feuillure. Les trous pratiqués près de la feuillure devaient probablement servir au dispositif de fermeture (barre de bois ?). Le bouchon de fermeture n'a pas été retrouvé : le bloc de grès triangulaire retrouvé engagé dans l'ouverture lors la fouille ne correspondant aux dimensions de l'ouverture.
Toutes les dalles ont été soigneusement régularisées côté intérieur et leur surface est désormais lisse. Le bord supérieur de la dalle de chevet et de trois autres dalles a été aplani, ce qui laisserait entendre que l'allée était initialement couverte par des tables de couverture disparues depuis.

## Ornementation
Selon des descriptions données au début du XXe siècle, une dalle du vestibule comportait une sculpture représentant une paire de seins. En 1931, selon Octobon, seul un sein restait encore visible : « un sein très net, l'autre invisible; pierre très usée ». Le sein restant mesurait 6 cm de diamètre. Les cavités visibles près de l'entrée, de formes régulières et ressemblant à des yeux, sont apparemment d'origine naturelle.

## Mobilier archéologique et ossements
La tombe avait été fouillée et pillée antérieurement. Selon Tavet, les ossements retrouvés étaient très nombreux (« parmi les 200 ou 400 crânes trouvés ») et furent transportés au cimetière, seuls les os longs et les crânes furent conservés au musée de Pontoise. Selon de Mortillet, trois crânes conservaient des traces d'une trépanation et Guégan de l'Isle indique que plusieurs crânes comportaient des traces de blessures pratiquées par des objets en silex.
Des haches et des silex taillés furent trouvés en abondance autour de la tombe. Selon le catalogue du musée de Pontoise et selon les indications données par plusieurs auteurs contemporains des fouilles (Tavet, de Mortillet, Thelmier), le matériel lithique en silex comprenait 4 haches polies, de nombreux fragments de haches polies, des lames, des racloirs, perçoirs, percuteurs, 7 pointes de flèche et un très grand nombre d’éclats. Les objets en os étaient constitués de 5 poinçons et divers outils. Les éléments de parure correspondaient à des perles en os et une patelle perforée. Les tessons de poterie retrouvés sont ceux d'une céramique grossière, mal cuite, rougeâtre en surface et noirâtre à l'intérieur attribuée à la culture Seine-Oise-Marne.